# Марк Агірре
Марк Ентоні Агірре (англ. Mark Anthony Aguirre, нар. 10 грудня 1959, Чикаго) — американський професіональний баскетболіст, що грав на позиції легкого форварда за декілька команд НБА. Дворазовий чемпіон НБА. Згодом — баскетбольний тренер.

## Ігрова кар'єра
Починав грати в баскетбол у команді  ПТУ Вестінґгауз (Чикаго, Іллінойс). На університетському рівні грав за команду Депол (1978–1981). За три роки перебування там набирав у середньому 24,5 очка за гру. На першому курсі вивів університетську команду до фіналу чотирьох турніру NCAA, програвши там Індіані з Ларрі Бердом на чолі.
1981 року був обраний у першому раунді драфту НБА під загальним 1-м номером командою «Даллас Маверікс». У своєму дебютному сезоні в лізі набирав 18,7 очка за гру, що було другим результатом в команді після Джея Вінсента. Протягом сезону 1983-1984 набирав 29,5 очка за гру, що було другим результатом вже у лізі. Тоді допоміг команді пробитися до плей-оф, де в першому раунді вона обіграла «Сіетл Суперсонікс», але програла в наступному — «Лос-Анджелес Лейкерс». 
1987 та 1988 року взяв участь у матчах всіх зірок. У сезоні 1987-1988 дійшов з командою до фіналу Західної конференції, але програв його «Лейкерс». 
У сезоні 1988-1989 почав конфліктувати з головним тренером Діком Моттою та партнерами по команді Роландо Блекменом, Дереком Гарпером і Джеймсом Дональдсоном. Через це був обміняний до «Детройт Пістонс». Там одразу став чемпіоном НБА у складі команди, повторивши це досягнення і наступного року. Відіграв за Пістонс ще три роки, поступово програючи конкуренцію Родману.
Останньою ж командою в кар'єрі гравця стала «Лос-Анджелес Кліпперс», до складу якої він приєднався 1993 року і за яку відіграв один сезон.

## Статистика виступів в НБА
| † | Позначає сезон, в якому Марк Агірре ставав чемпіоном НБА |

### Регулярний сезон
| Сезон              | Команда                 | GP  | GS  | MPG  | FG%  | 3P%  | FT%  | RPG | APG | SPG | BPG | PPG  |
| ------------------ | ----------------------- | --- | --- | ---- | ---- | ---- | ---- | --- | --- | --- | --- | ---- |
| 1981–1982          | «Даллас Маверікс»       | 51  | 20  | 28.8 | .465 | .352 | .680 | 4.9 | 3.2 | .7  | .4  | 18.7 |
| 1982–1983          | «Даллас Маверікс»       | 81  | 75  | 34.4 | .483 | .211 | .728 | 6.3 | 4.1 | 1.0 | .3  | 24.4 |
| 1983–1984          | «Даллас Маверікс»       | 79  | 79  | 36.7 | .524 | .268 | .749 | 5.9 | 4.5 | 1.0 | .3  | 29.5 |
| 1984–1985          | «Даллас Маверікс»       | 80  | 79  | 33.7 | .506 | .318 | .759 | 6.0 | 3.1 | .8  | .3  | 25.7 |
| 1985–1986          | «Даллас Маверікс»       | 74  | 73  | 33.8 | .503 | .286 | .705 | 6.0 | 4.6 | .8  | .2  | 22.6 |
| 1986–1987          | «Даллас Маверікс»       | 80  | 80  | 33.3 | .495 | .353 | .770 | 5.3 | 3.2 | 1.1 | .4  | 25.7 |
| 1987–1988          | «Даллас Маверікс»       | 77  | 77  | 33.9 | .475 | .302 | .770 | 5.6 | 3.6 | .9  | .7  | 25.1 |
| 1988–1989          | «Даллас Маверікс»       | 44  | 44  | 34.8 | .450 | .293 | .730 | 5.3 | 4.3 | .7  | .7  | 21.7 |
| 1988–1989†         | «Детройт Пістонс»       | 36  | 32  | 29.7 | .483 | .293 | .738 | 4.2 | 2.5 | .4  | .4  | 15.5 |
| 1989–1990†         | «Детройт Пістонс»       | 78  | 40  | 25.7 | .488 | .333 | .756 | 3.9 | 1.9 | .4  | .2  | 14.1 |
| 1990–1991          | «Детройт Пістонс»       | 78  | 13  | 25.7 | .462 | .308 | .757 | 4.8 | 1.8 | .6  | .3  | 14.2 |
| 1991–1992          | «Детройт Пістонс»       | 75  | 12  | 21.1 | .431 | .211 | .687 | 3.1 | 1.7 | .7  | .1  | 11.3 |
| 1992–1993          | «Детройт Пістонс»       | 51  | 15  | 20.7 | .443 | .361 | .767 | 3.0 | 2.1 | .3  | .1  | 9.9  |
| 1993–1994          | «Лос-Анджелес Кліпперс» | 39  | 0   | 22.0 | .468 | .398 | .694 | 3.0 | 2.7 | .5  | .2  | 10.6 |
| Усього за кар'єру  | Усього за кар'єру       | 923 | 639 | 30.0 | .484 | .312 | .741 | 5.0 | 3.1 | .7  | .3  | 20.0 |
| В іграх усіх зірок | В іграх усіх зірок      | 3   | 0   | 14.0 | .542 | .400 | .800 | 1.3 | 1.3 | .7  | .3  | 12.0 |

### Плей-оф
| Сезон             | Команда           | GP  | GS | MPG  | FG%  | 3P%  | FT%  | RPG | APG | SPG | BPG | PPG  |
| ----------------- | ----------------- | --- | -- | ---- | ---- | ---- | ---- | --- | --- | --- | --- | ---- |
| 1984              | «Даллас Маверікс» | 10  | 10 | 35.0 | .478 | .000 | .772 | 7.6 | 3.2 | .5  | .5  | 22.0 |
| 1985              | «Даллас Маверікс» | 4   | 4  | 41.0 | .494 | .500 | .844 | 7.5 | 4.0 | .8  | .0  | 29.0 |
| 1986              | «Даллас Маверікс» | 10  | 10 | 34.5 | .491 | .333 | .363 | 7.1 | 5.4 | .9  | .0  | 24.7 |
| 1987              | «Даллас Маверікс» | 4   | 4  | 32.5 | .500 | .000 | .767 | 6.0 | 2.0 | 2.0 | .0  | 21.3 |
| 1988              | «Даллас Маверікс» | 17  | 17 | 21.6 | .500 | .382 | .698 | 5.9 | 3.3 | .8  | .5  | 21.6 |
| 1989†             | «Детройт Пістонс» | 17  | 17 | 27.2 | .489 | .276 | .737 | 4.4 | 1.6 | .5  | .2  | 12.6 |
| 1990†             | «Детройт Пістонс» | 20  | 3  | 22.0 | .467 | .333 | .750 | 4.6 | 1.4 | .5  | .2  | 11.0 |
| 1991              | «Детройт Пістонс» | 15  | 2  | 26.5 | .506 | .364 | .824 | 4.1 | 1.9 | .8  | .1  | 15.6 |
| 1992              | «Детройт Пістонс» | 5   | 0  | 22.6 | .333 | .200 | .750 | 1.8 | 2.4 | .4  | .2  | 9.0  |
| Усього за кар'єру | Усього за кар'єру | 102 | 67 | 29.0 | .485 | .317 | .743 | 5.3 | 2.6 | .7  | .2  | 17.1 |

## Тренерська робота
2002 року розпочав тренерську кар'єру, ставши асистентом головного тренера команди «Індіана Пейсерз», в якій пропрацював до 2003 року.
Останнім місцем тренерської роботи була команда «Нью-Йорк Нікс», асистентом головного тренера якої Марк Агірре був з 2003 по 2008 рік.